# إد بلفور
إدوارد جون بلفور (من مواليد 21 أبريل 1965) هو حارس مرمى كندي محترف سابق في هوكي الجليد. ولد بلفور في كارمان، مانيتوبا ونشأ وهو يلعب الهوكي. لعب هوكي الناشئين في وينكلرز فلايرز قبل الذهاب إلى جامعة داكوتا الشمالية حيث ساعد المدرسة في الفوز ببطولة NCAA في موسم 1986-87. في العام التالي، وقع بلفور كوكيل حر مع شيكاغو بلاك هوكس (بعد عدم اختياره في المسودة) بالتناوب بين الوقت بينهم وبين ساجينو هوكس من رابطة الهوكي الدولية.
يعتبر الكثيرون بلفور حارس مرمى من النخبة وواحد من أفضل اللاعبين على الإطلاق. إنتصاراته الـ 484 تحتل المرتبة الرابعة على الإطلاق بين حراس المرمى في NHL. ابنه داين، هو أيضًا حارس مرمى، يلعب حاليًا في جامعة نبراسكا أوماها. تم إدخال بلفور في قاعة مشاهير لاعبي الهوكي في فصل 2011، وهو أول عام له في الأهلية. بالإضافة إلى ذلك، بلفور هو واحد من لاعبين فقط فازا ببطولة NCAA، وميدالية ذهبية أولمبية، وكأس ستانلي (اللاعب الآخر هو نيل بروتين).